# Fritz Klein (Sportfunktionär)
Fritz Klein (* 6. Dezember 1909 in Arnsberg; † 2. Februar 1996) war ein deutscher Jurist und Sportfunktionär.

## Leben
Nach Abschluss seines Jurastudiums war Klein zunächst Richter an verschiedenen Amts- und Landgerichten. Seit 1947 war er im Ministerialdienst des Landes Nordrhein-Westfalen beschäftigt.
Wegen einer Fußverletzung konnte Klein nie im Verein Fußball spielen. Trotzdem wurde er Mitte der 1930er-Jahre Mitglied im SV Arnsberg 09. Seine Tätigkeit im Westdeutschen Fußballverband begann in der dortigen Spruchkammer, später übernahm er den Vorsitz des dortigen Verbandsgerichts.
Am 12. Juli 1969 wählten die Delegierten des Verbandstages Fritz Klein als Nachfolger des verstorbenen Konrad Schmedeshagen zu ihrem Vorsitzenden. Dieses Amt bekleidete er bis 1981, anschließend wurde er zum Ehrenvorsitzenden ernannt.
Fritz Klein starb am 2. Februar 1996 nach langer Krankheit.